# 王小選
王小選（英語：Kenneth Xiaoxuan Wang，1955年—），紐西蘭首位男性華裔國會議員，亦是國會第三位亞裔議員，曾任紐西蘭行動黨副黨魁。

## 生平
王小選出生於中國北京，有三名兄弟姐妹。1984年赴紐西蘭留學，後定居奧克蘭從事市場營銷與廣告業工作，創辦廣告公司「香蕉工坊」（BananaWorks）。
2002年首度參與國會選舉，位列行動黨候選名單第十位。2004年11月19日因原任議員唐娜·阿瓦蒂·胡阿塔涉詐騙案遭除名，於補選中勝出遞補國會議員，11月30日宣誓就職，成為紐西蘭史上首位男性華裔國會議員及第三位亞裔議員。任內積極協助中國大陸新移民融入當地社會，處理治安與生活問題。
在2005年大選中，角逐奧克蘭中區羅斯基爾山選區（Mt. Roskill）席位，該選區涵蓋Mt. Roskill、Onehunga等曼努考港沿岸社區（當地為華裔及南亞裔新移民聚居區）。最終僅獲千餘票，不敵工黨候選人Phil Goff（18,000餘票）及國家黨候選人Jackie Blue（9,000餘票）而落敗。
2008年大選期間轉戰波坦尼選區，其競選看板標語「選王得王黃」（"Vote for Wang, get Wang and Wong"）引發爭議，被指暗示支持黃徐毓芳（時任國家黨候選人）。
2014年4月當選行動黨副黨魁。2017年7月9日召開記者會宣布與行動黨決裂，辭去副黨魁職務，批評該黨「背離15年前吸引我加入的核心價值」且未給予公正候選排名。

## 家庭
- 祖父：王世英，中共早期革命家
- 父親：王敏清，曾任中央保健局局長[5]

育有兩名子女，現居奧克蘭。

## 備註
1. ↑  通常名單議員不設個別繼任者，但胡阿塔在國會會期中被除名，故由王小選接替。

## 外部連結
- 紐西蘭行動黨：王小選個人網頁 (存檔)